# Jannie Helle
Jannie Pryds Helle (også Janne Helle, Channie Helle og Channie Sylvie, født 11. november 1959 i København, død 5. juli 2010 i Hvidovre) var en dansk læge og forfatter, der især var kendt for sin udadvendte virksomhed som bl.a. redaktør af brevkasser i dag- og ugeblade samt i tv-programmet Eleva2ren. Hun er rost for sit mod i Eleva2ren, og var ifølge eksperter med til at ændre TV mediet. Hun havde også et kommunikationsfirma, der var specialiseret i pr-virksomhed inden for lægeverdenen.
Helle fik også udgivet flere bøger, især inden for sit fag, men også andre typer bøger.
Hun døde ifølge danske læger af sklerose, men kæmpede i de sidste år med at få overbevist det danske sundhedssystem om, at der var tale om Borreliose, som hun også modtog behandling for i Tyskland. Hun var søster til forfatteren Merete Pryds Helle.